# Sadio Camara
Sadio Camara (Kati, 1979) es un oficial militar maliense que desde 2021 se desempeña como ministro de Defensa, Camara participó activamente en el Golpe de Estado en Malí de 2020 junto con el coronel Assimi Goita que derrocó al gobierno de Ibrahim Boubacar Keïta. Se desempeñó como ministro de Defensa entre octubre de 2020 y mayo de 2021 cuando fue reemplazado. Esto provocó un nuevo golpe y fue reinstalado como ministro de Defensa el 11 de junio de 2021, ocupando nuevamente el cargo desde entonces.

## Biografía
Sadio Camara nació en 1979 en Kati, en la región de Kulikoró situada al sur de Malí, es egresado de la Escuela militar interarmas de Kulikoró. En el momento del golpe de Estado de 2020, se desempeñaba como director de la Escuela Militar de Kati y estaba recibiendo entrenamiento militar en Rusia. Participó en el golpe de agosto de 2020 de forma activa y después del triunfo del golpe fue nombrado ministro de Defensa en octubre de 2020 bajo el gobierno interino del primer ministro Moctar Ouane. Ocupó este cargo hasta finales de mayo de 2021, cuando Bah Ndaw, el líder interino después del golpe de Estado de 2020, lo excluyó del gobierno recién formado.
Su derrocamiento supuestamente llevó, en mayo de 2021, al coronel Assimi Goita a lanzar un «golpe dentro de un golpe» cuando Goita asumió el poder y ordenó el arresto de Ndaw y su gabinete durante el Golpe de Estado en Malí de 2021, lo que provocó que las Naciones Unidas y muchos gobiernos condenaran el golpe y pidieran la liberación de los líderes detenidos.
El 11 de junio de 2021, el coronel Goita nombró nuevamente a Camara como ministro de Defensa.
El 24 de julio de 2023, el Departamento del Tesoro de los Estados Unidos sancionó al coronel Sadio Camara, «por facilitar el despliegue y la expansión de las actividades de la Compañía Militar Privada 'Wagner' (PMC Wagner) en Malí».